# Вашингтон (округ, Небраска)
Шаблон:StateAbbr_ 41°32′ пн. ш. 96°13′ зх. д. / 41.53° пн. ш. 96.22° зх. д.
Округ Вашингтон (англ. Washington County) — округ (графство) у штаті Небраска, США. Ідентифікатор округу 31177.

## Історія
Округ утворений 1854 року.

## Демографія
За даними перепису 2000 року загальне населення округу становило 18780 осіб, зокрема міського населення було 7269, а сільського — 11511.
Серед мешканців округу чоловіків було 9329, а жінок — 9451. В окрузі було 6940 домогосподарств, 5149 родин, які мешкали в 7408 будинках.
Середній розмір родини становив 3,09.
Віковий розподіл населення поданий у таблиці:
| Стать    | До 15 років | 15-21 | 22-29 | 30-39 | 40-49 | 50-65 | 65-85 | Понад 85 |
| -------- | ----------- | ----- | ----- | ----- | ----- | ----- | ----- | -------- |
| Чоловіки | 2122        | 1095  | 798   | 1244  | 1503  | 1534  | 932   | 101      |
| Жінки    | 1987        | 1009  | 755   | 1301  | 1531  | 1476  | 1129  | 263      |

## Суміжні округи
- Берт — північ
- Гаррісон, Айова — північний схід
- Поттаваттамі, Айова — південний схід
- Дуглас — південь
- Додж — захід

## Виноски
1. ↑  US Decennial Census. US Census Bureau. Архів оригіналу за 12 травня 2015. Процитовано 12 грудня 2014.
2. ↑  Historical Census Browser. University of Virginia Library. Архів оригіналу за 11 серпня 2012. Процитовано 12 грудня 2014.
3. ↑  Population of Counties by Decennial Census: 1900 to 1990. US Census Bureau. Архів оригіналу за 27 квітня 2015. Процитовано 12 грудня 2014.
4. ↑  Census 2000 PHC-T-4. Ranking Tables for Counties: 1990 and 2000 (PDF). US Census Bureau. Архів оригіналу (PDF) за 18 грудня 2014. Процитовано 12 грудня 2014.
5. ↑  State & County QuickFacts. US Census Bureau. Архів оригіналу за 7 січня 2016. Процитовано 22 вересня 2013.(англ.) Наведено за англійською вікіпедією.
6. ↑  American FactFinder. Бюро перепису населення США. Архів оригіналу за 26 лютого 2012. Процитовано 31 січня 2008.

| США | Це незавершена стаття з географії США. Ви можете допомогти проєкту, виправивши або дописавши її. |